# Conetoe
Conetoe és una població dels Estats Units a l'estat de Carolina del Nord. Segons el cens del 2000 tenia 365 habitants.

## Demografia
Segons el cens del 2000, Conetoe tenia 365 habitants, 125 habitatges i 90 famílies. La densitat de població era de 380,9 habitants per km².
Dels 125 habitatges en un 30,4% hi vivien nens de menys de 18 anys, en un 48% hi vivien parelles casades, en un 18,4% dones solteres, i en un 28% no eren unitats familiars. En el 24% dels habitatges hi vivien persones soles el 13,6% de les quals corresponia a persones de 65 anys o més que vivien soles. El nombre mitjà de persones vivint en cada habitatge era de 2,92 i el nombre mitjà de persones que vivien en cada família era de 3,47.
Per edats la població es repartia de la següent manera: un 28,8% tenia menys de 18 anys, un 7,9% entre 18 i 24, un 25,8% entre 25 i 44, un 23,6% de 45 a 60 i un 14% 65 anys o més.
L'edat mediana era de 38 anys. Per cada 100 dones de 18 o més anys hi havia 89,8 homes.
La renda mediana per habitatge era de 35.227 $ i la renda mediana per família de 36.932 $. Els homes tenien una renda mediana de 28.125 $ mentre que les dones 24.688 $. La renda per capita de la població era de 14.774 $. Entorn de l'11,7% de les famílies i l'11,8% de la població estaven per davall del llindar de pobresa.

## Poblacions més properes
El següent diagrama mostra les poblacions més properes.